# Franz Freidel
Franz Freidel (* 4. Januar 1888 in Hannover; † 16. Dezember 1938 in Berlin) war ein deutscher Handwerksmeister und Politiker (Wirtschaftspartei).

## Leben und Wirken
Freidel besuchte die Bürgerschule in Hannover. 1902 begann er eine Zimmermannslehre in Winsen an der Aller. Ergänzend dazu studierte er an der Baugewerkschule Hildesheim und an der Kunstgewerbeschule Hannover. Danach betätigte er sich Jahre lang als Bauführer bei größeren Wohn- und Industriebauten. 1917 heiratete er.
Ab 1916 nahm Freidel als Soldat im 1. Hannoverschen Pionier-Bataillon 10 am Ersten Weltkrieg teil, in dem er ab 1917 an der Front eingesetzt wurde. Nach seiner Entlassung aus der Armee im Rang eines Unteroffiziers ließ Freidel sich 1919 als Zimmerermeister in Hildesheim nieder. Politisch begann er sich nun in der Reichspartei des deutschen Mittelstandes (Wirtschaftspartei) zu engagieren.
1923 wurde Freidel erster Vorsitzender des Handwerksbundes in Hildesheim-Marienburg und Vorsitzender des Deutschen Bauschulbundes mit Sitz in Darmstadt. Außerdem übernahm er das Amt des Vorsitzenden des Nordwestdeutschen Handwerkerbundes. 1924 wurde Freidel als Bürgervorsteher in das Bürgervorsteherkollegium der Stadt Hildesheim gewählt.
Bei der Reichstagswahl vom Mai 1928 wurde Freidel erstmals in den Reichstag gewählt, in der er bis zur Wahl vom Juli 1932 zwei Legislaturperioden lang, den Wahlkreis 16 (Südhannover-Braunschweig) vertrat.